# Henri Floury
Paul Henri Joseph Floury, dit Henri Floury, né le 12 mai 1862 à Fresneaux-Montchevreuil (Oise) et mort à Condat-sur-Trincou (Dordogne) le 15 avril 1961, est un libraire et éditeur d'art français.

## Parcours
D'origine picarde, fils du menuisier Pierre-Ernest Floury et d’Adeline-Anaïs Martin, institutrice, Henri Floury s'installe à Paris et entre comme commis-libraire chez Marpon et Flammarion en 1881, puis devient directeur-gérant de la maison Dentu en 1888, où il lance la collection « Les maîtres du roman », pionnière du roman populaire à prix réduit. En 1894, il donne la première édition d'un roman inachevé de Stendhal, « Lucien Leuwen ». Il rompt avec la Maison Dentu en 1895 pour fonder sa propre maison d'édition d'art au no 1, boulevard des Capucines, adresse qu'il va conserver pendant plus de vingt-cinq ans sous la raison sociale « H. Floury, éditeur ». Il a coédité des ouvrages avec l'éditeur et lithographe Gustave Pellet. Sa dernière adresse fut le 2 place Saint-Sulpice (de 1927 à 1938).
En décembre 1896, il lance la revue d'art L'Image, un mensuel entièrement illustré de gravure sur bois et qui connaîtra 12 livraisons jusqu'en novembre 1897 : fondée avec la Corporation française des graveurs sur bois, la direction littéraire est confiée à Roger Marx et Jules Rais (1872-1943), et la direction artistique à Tony Beltrand, Auguste Lepère et Léon Ruffe. En 1898, il devient le distributeur français officiel du magazine londonien The Artist.
Il rejoint très tôt la « Société des bibliophiles indépendants » initiée par Octave Uzanne. Entre 1899 et 1900, il édite à quelques centaines d'exemplaires trois ouvrages d'art illustrés de lithographies originales d'Henri de Toulouse-Lautrec : si ces livres sont des échecs commerciaux, ils installent durablement Floury sur le marché du livre de peintres et de bibliophilie. Il devient ainsi l'éditeur d'Octave Uzanne, se lance dans les monographies d'artistes de son temps (Manet, Rodin, Eugène Carrière, Rops, Raffaëlli, etc.) et est l'un des premiers à publier en 1928 un essai illustré sur Vincent Van Gogh (signé Florent Fels).
Henri Floury sait aussi s'adapter aux nouvelles techniques de son temps : sans abandonner la gravure traditionnelle, il fait appel pour l'impression de ses hors-textes à la phototypie, puis à la similigravure. C'est ainsi qu'il édite pour le vin Mariani la série des albums des « Figures contemporaines » (1895-1913), rédigés par Joseph Uzanne et qui fut une véritable rente.
Il est président de la Chambre syndicale des libraires de France de juillet 1903 à 1908, et membre du comité de la Société artistiques des aquafortistes français.
Il reçoit un diplôme d'honneur lors de l'exposition universelle de Bruxelles de 1910. Durant la Première Guerre mondiale, il publie ce qui constitue sans doute son best-seller, la série patriotes des albums pour la jeunesse de L'Oncle Hansi. En 1921, il acquiert le fonds de l'éditeur Manzi et Joyant, anciens associés de Goupil & Cie et liés à Toulouse-Lautrec.
En 1926, il est nommé officier de la Légion d'honneur.
Il prend sa retraite en 1938 et se retire à la campagne.
Ses deux arrière-petits-fils ont ouvert une librairie à Toulouse qui existe toujours.

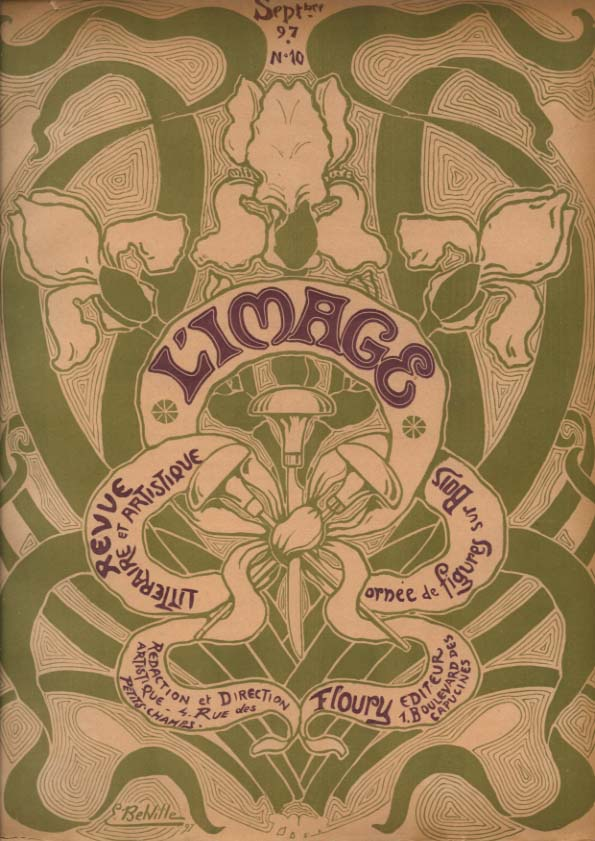
L'Image, revue artistique et littéraire, couverture lithographiée d'Eugène Belville (septembre 1897).

## Extrait du catalogue
Henri Floury édite de nombreux ouvrages avec la complicité de peintres-graveurs :
- Voyage autour de sa chambre par Octave Uzanne, illustré par Henri Caruchet et eaux-fortes de Frédéric Massé, tiré à 210 exemplaires, 1896.
- La Nouvelle Bibliopolis, voyage d'un novateur au pays des néo-icono-bibliomanes par Octave Uzanne, illustré par H. P. Dillon, 1897.
- Types de Londres par Octave Uzanne, illustré par William Nicholson, 1898.
- Histoires naturelles de Jules Renard, illustré par 23 lithographies de Toulouse-Lautrec tirées sur presse par Henri Stern à 100 exemplaires, 310 × 220 mm, Paris, 1899.
- La Porte des rêves par Marcel Schwob, illustré par Georges de Feure, 1899.
- Poil de carotte de Jules Renard, avec 50 dessins de Félix Vallotton, 1902.
- Henri des Courrières, Physiologie de la boxe, avant-propos de Henry de Montherlant, illustré de 60 lithographies de Luc-Albert Moreau, 2 volumes, 1929.
- Picasso, par Gertrude Stein, coll. « Anciens et modernes », 1938.